# Цвіліхівка
Цвілі́хівка — село в Україні, у Краснопільській сільській громаді Гайсинського району Вінницької області. Розташоване на обох берегах річки Холява (притока Чортали) за 15 км на північ від смт Теплик. Населення становить 162 особи (станом на 1 січня 2017 р.).

## Історія
7 (20) листопада 1917 року, відповідно до Третього Універсалу Української Центральної Ради, увійшло до складу Української Народної Республіки.
10 жовтня 2013 року Святійший Патріарх Київський і всієї Руси-України Філарет звершив чин освячення храму на честь святого апостола і євангеліста Іоана Богослова у селі Цвіліхівка.

## Населення

### Мова
Розподіл населення за рідною мовою за даними :
| Мова       | Кількість | Відсоток |
| ---------- | --------- | -------- |
| українська | 277       | 100%     |

## Галерея

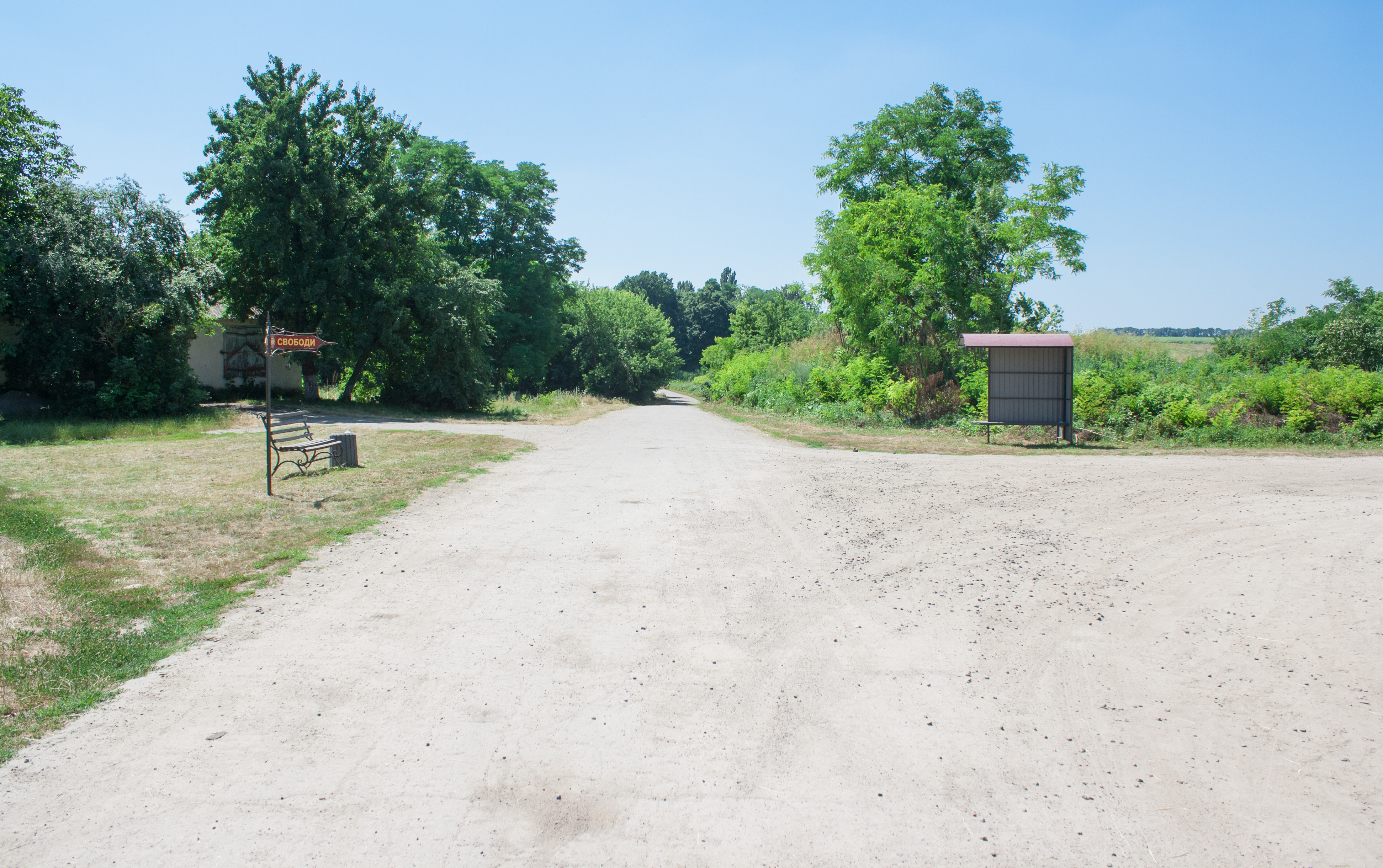
Центр села
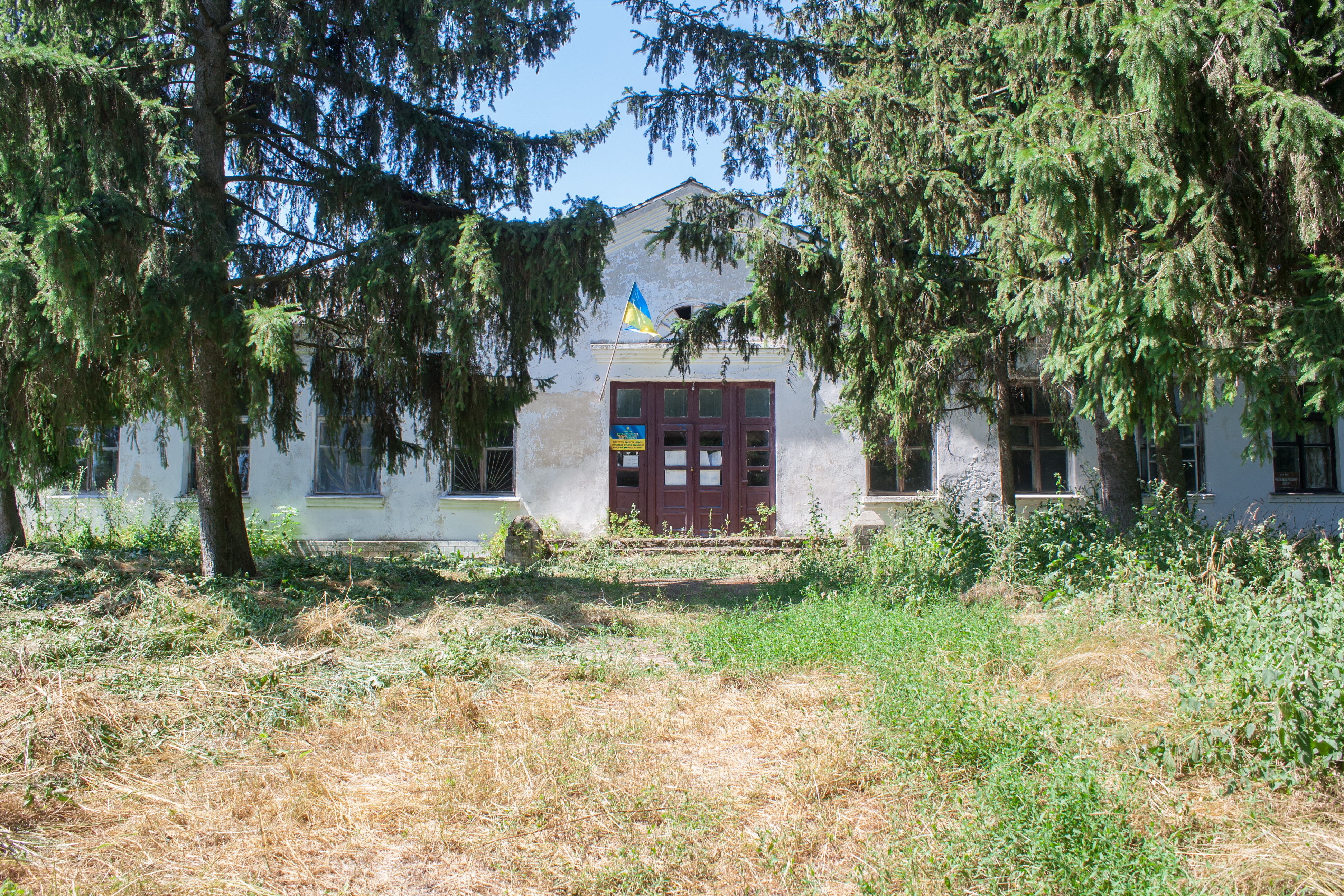
Будинок культури
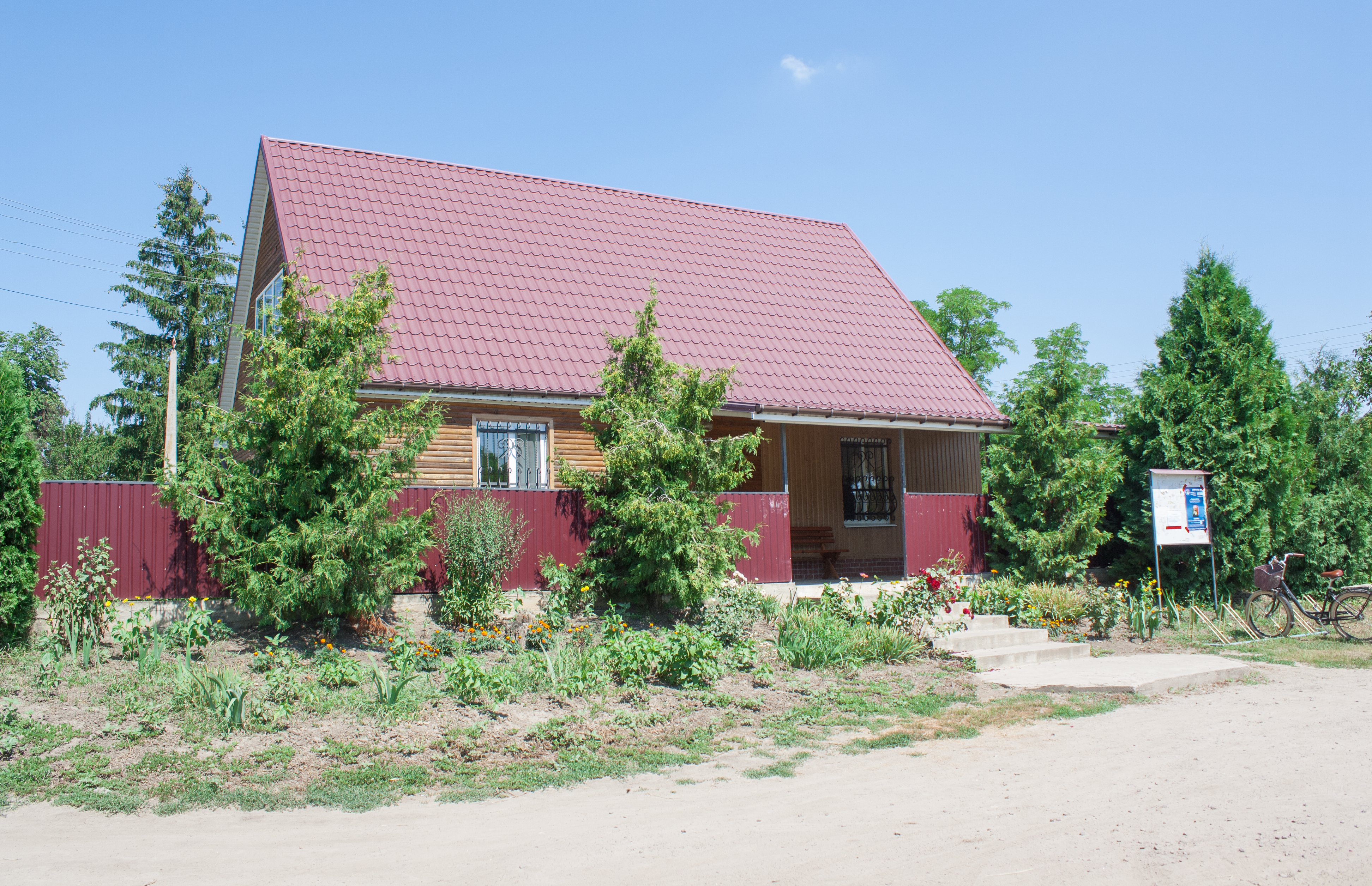
Магазин
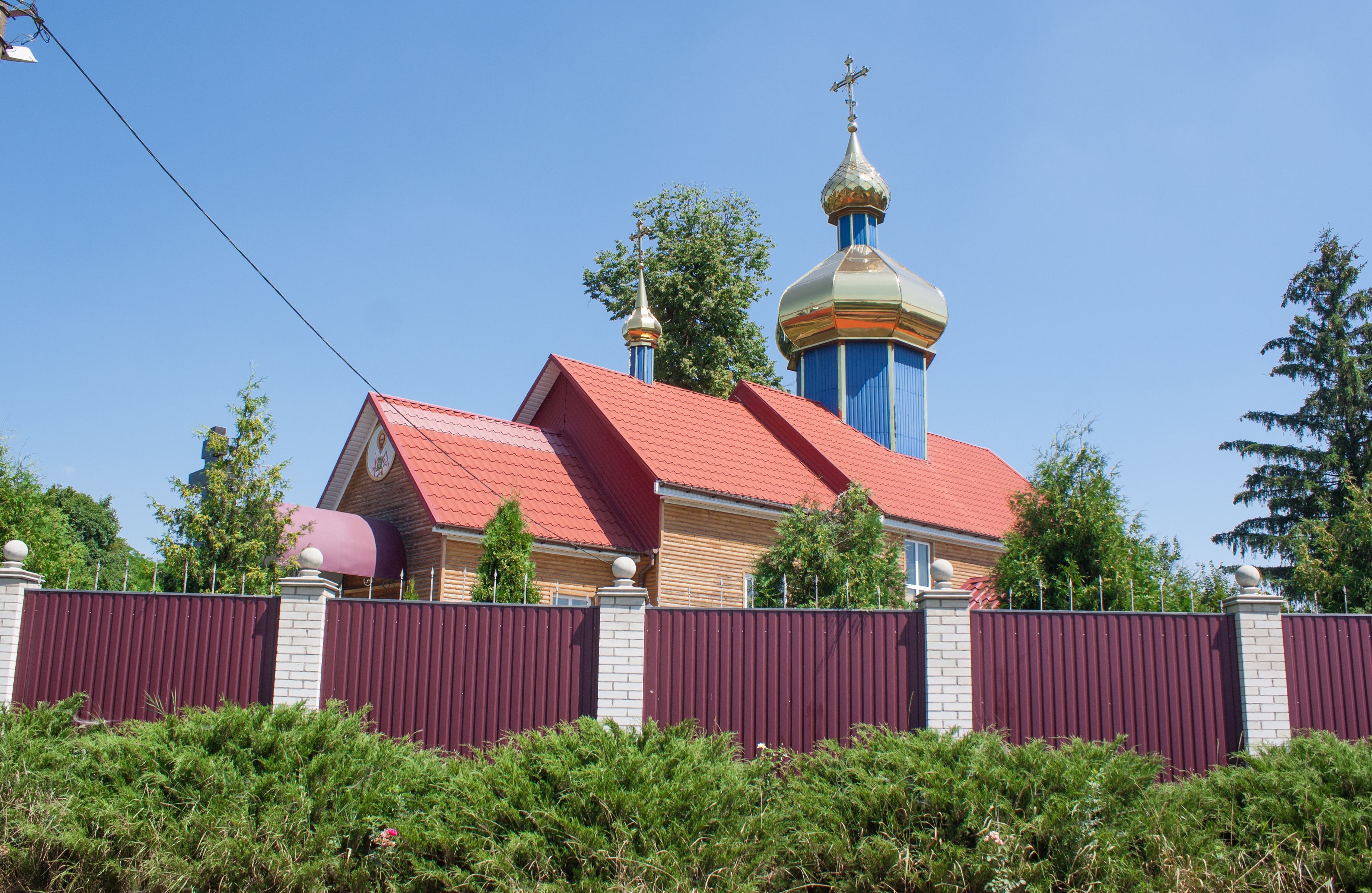
Церква
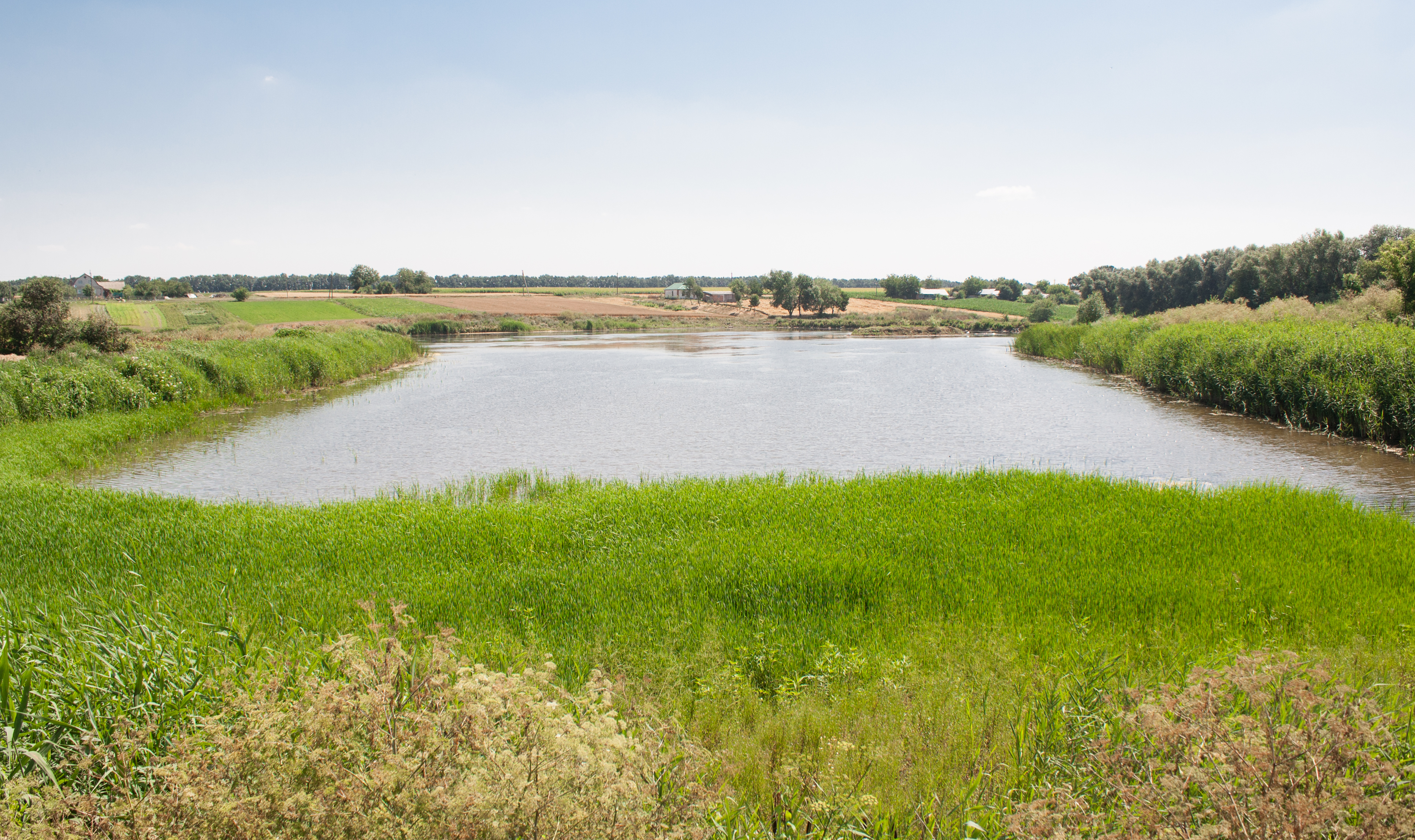
Ставок на річці Холява
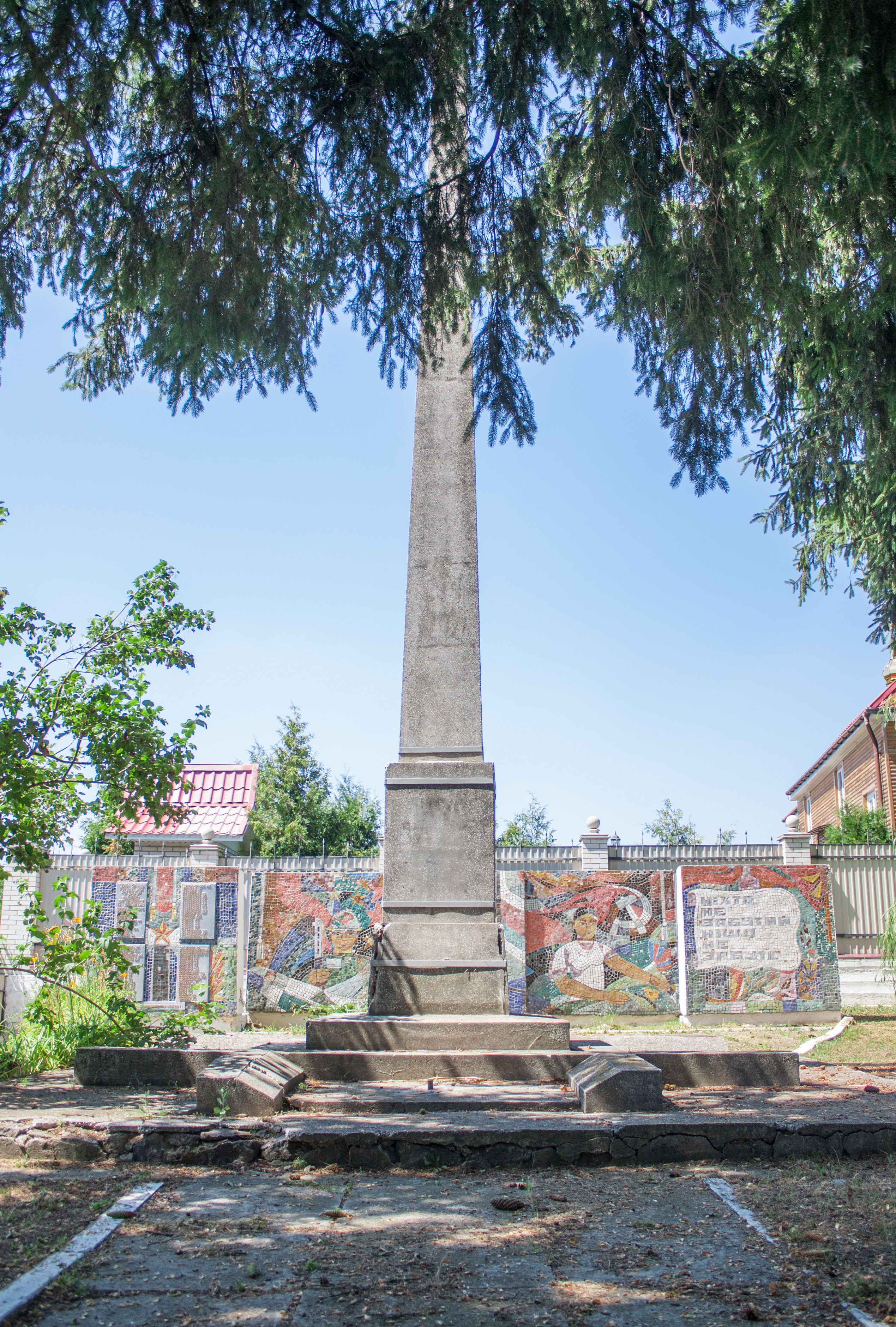
Пам'ятник воїнам-односельчанам